# Mint.com
Mint.com是一个基于网络的个人理财服务，面向美国和加拿大用户，由亚伦·帕泽尔创建。该网站最初通过Yodlee提供账户聚合，但后来转而使用Intuit连接账户。网站可以帮助用户通过一个页面追踪银行、信用卡、投资、贷款余额和交易，以及创建预算和设定财务目标。2009年，Intuit收购了这家网站。
截至2010年，该网站称已经接入了超过16,000家位于美国和加拿大的金融机构，并为超过1,700万个个人金融账户提供服务支持。2013年11月，Mint.com用户数超过1000万。2016年，Mint.com声称其已拥有超过2000万用户。

## 投资和金融
Mint.com从DAG Ventures、Shasta Ventures、First Round Capital，以及包括拉姆·施里拉姆（是谷歌的早期投资者之一）在内的天使投资者那里筹集了超过3100万美元的风险投资资金。最新一轮1400万美元的融资已于2009年8月4日结束，网站首席执行官亚伦·帕泽尔称其为“先发制人”。后来，TechCrunch将Mint.com的估值定为1.4亿美元。
在2008年2月，该网站通过向用户推荐高度个性化、目标明确的金融产品赚取介绍费，从而产生潜在客户获得收入。

## 收购
2009年9月13日，TechCrunch报道Intuit将以1.7亿美元收购Mint.com。
2009年11月2日，Intuit宣布完成了对Mint.com网站的收购。前任首席执行官亚伦·帕泽尔被任命为Intuit个人理财部门的副总裁和总经理，负责Mint.com网站和所有的Quicken在线、桌面和移动产品。帕泽尔进一步补充说，作为Intuit个人理财团队的两个协作成果，Mint.com的功能将被整合到Quicken桌面产品中，反之亦然。帕泽尔于2012年12月离开Intuit。

## 安全争议
Mint.com要求用户同时提供他们的银行账户、信用卡和其他金融账户的用户名和密码，然后Mint.com以解密格式存储在他们的数据库中。这引起了人们的担忧，如果Mint.com的数据库被黑客攻击，那么用户名和密码都将被第三方利用。一些银行设立单独的“访问代码”，用于只读访问财务信息，从而在一定程度上降低了风险。
2017年1月，Intuit和摩根大通解决了长期存在的纠纷，并同意开发一款软件，用于摩根大通客户出于财务目的将数据发送给Mint.com，而不需要Intuit存储客户的姓名和密码。双方还同意Intuit永远不会出售摩根大通的客户数据。

## 延伸阅读
- . TechCrunch. AOL.   [2015-02-27]. （原始内容存档于2019-09-27）.
- .   [2015-02-27]. （原始内容存档于2019-09-27）.
- .   [2015-02-27]. （原始内容存档于2019-09-27）.
- .   [2019-08-19]. （原始内容存档于2019-08-19）.